# Бетлехем (Џорџија)
Бетлехем (енгл. Bethlehem) град је у америчкој савезној држави Џорџија. По попису становништва из 2010. у њему је живело 601 становника.

## Демографија
Према попису становништва из 2010. у граду је живело 601 становника, што је 115 (16,1%) становника мање него 2000. године.
| Група             | 2000.       | 2010.       |
| Белци             | 602 (84,1%) | 489 (81,4%) |
| Афроамериканци    | 34 (4,7%)   | 49 (8,2%)   |
| Азијати           | 21 (2,9%)   | 13 (2,2%)   |
| Хиспаноамериканци | 54 (7,5%)   | 41 (6,8%)   |
| Укупно            | 716         | 601         |